# Ruwaard (titel)

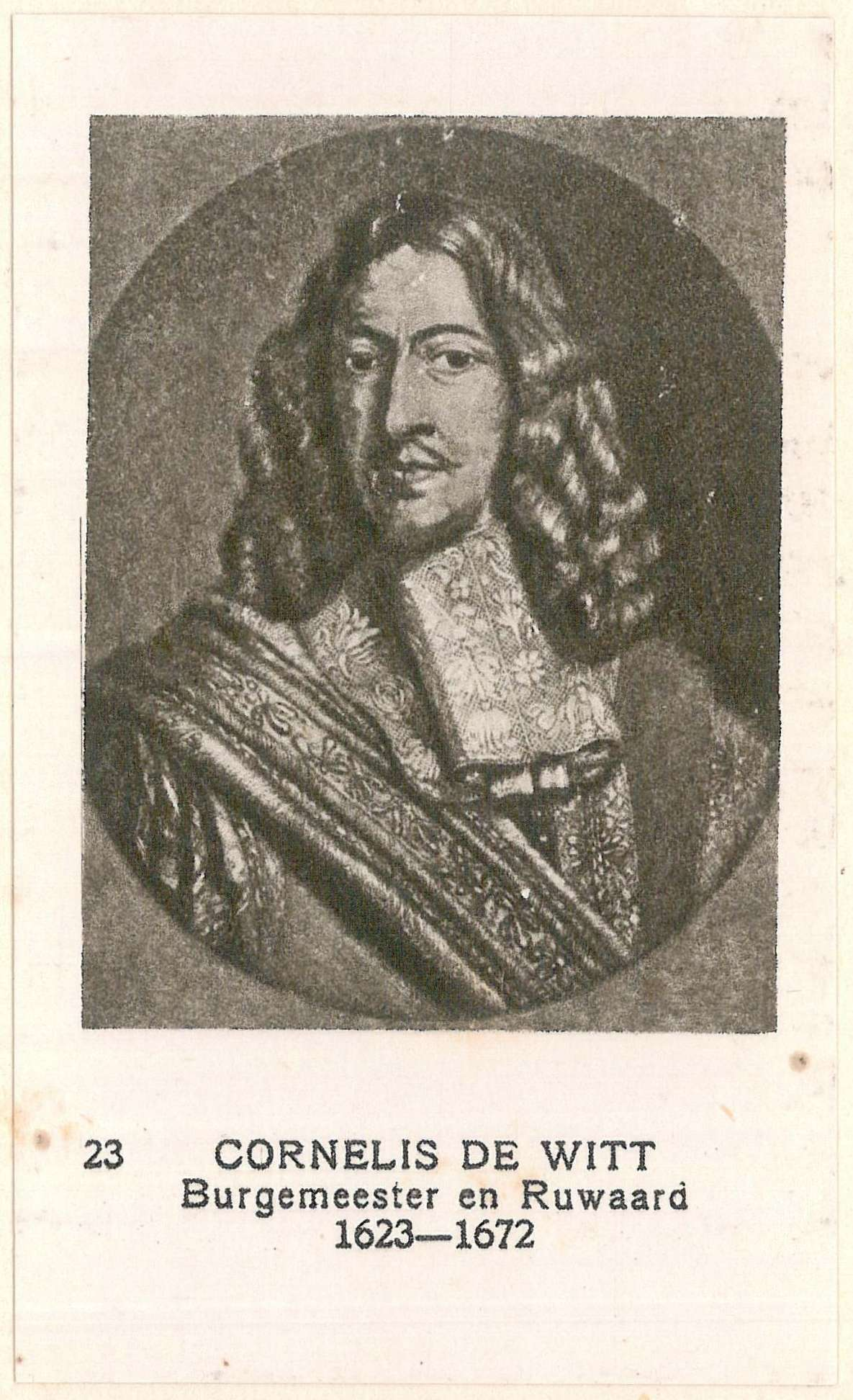
Cornelis de Witt, burgemeester en ruwaard

Een ruwaard (ook: ruwaart) was tijdens de middeleeuwen een functionaris die namens de landsheer een stad of gewest bestuurde. Meer bepaald werd de term gebruikt voor een voogd of regent namens een vorst die niet in staat was te regeren. "Niet in staat" betekende overigens niet alleen fysiek of geestelijk niet in staat, bijvoorbeeld vanwege ziekte, maar ook als het te besturen gebied voor de eigenlijke vorst te groot was om in zijn eentje te besturen. De minder belangrijke delen werden dan onder gezag van een ruwaard gesteld, die daarvan rekening en verantwoording aflegde aan de vorst.
Het woord ruwaard stamt uit het Frans: reguart, van de Franse werkwoorden regarder en garder: beschouwen, zorgen voor, bewaren en bewaken.
In het hertogdom Brabant stond de ruwaard in de constitutionele traditie. De eerste was Anton van Bourgondië, tot hij in 1406 volwaardig hertog werd. Ontevredenheid over het beleid van hertog Jan IV van Brabant leidde in 1420-1421 tot het ruwaardschap van diens jongere broer Filips van Saint-Pol. Jan IV kon slechts terugkeren nadat hij het Privilege van de Ruwaard had aanvaard. Na de intocht van Willem van Oranje te Brussel werd de Zwijger in 1577 de derde ruwaard van Brabant. Formeel verving hij Filips II van Spanje, die men voorlopig, en vanaf de goedkeuring van het Plakkaat van Verlatinghe in 1581 voorgoed, ongeschikt vond om nog langer hertog van Brabant te zijn. Ook moest Oranje een tegengewicht bieden aan de onervaren aartshertog Matthias, die op weg was om de nieuwe landvoogd te worden. Een ruwaard stond sterker dan een stadhouder omdat hij niet te gehoorzamen had aan een landsheer.
In het graafschap Holland had de term ruwaard veeleer de betekenis van voogd. Albrecht van Beieren was bijvoorbeeld de ruwaard ter vervanging van zijn krankzinnige broer Willem V van Holland. Cornelis de Witt was onder meer ruwaard van de Heerlijkheid Putten.